# Bug Hall
Pour les articles homonymes, voir Hall.
Brandon « Bug » Hall est un acteur américain né le 4 février 1985 à Fort Worth (Texas).

## Vie privée
Bug Hall demande la main de Jill Marie De Groff le 20 février 2016 et se marie le 11 février 2017.

## Filmographie

### Cinéma
- 1994 : Les Chenapans (The Little Rascals) : Carl « Alfalfa » Switzer
- 1995 : The Big Green : Newt Shaw
- 1996 : Les Stupides (The Stupids) de John Landis : Buster Stupid
- 1997 : Chérie, nous avons été rétrécis (Honey, We Shrunk Ourselves) : Adam Szalinski
- 1997 : Hercule de John Musker et Ron Clements : Petit garçon (voix)
- 1998 : Mel : Travis
- 2000 : Dis maman, comment on fait les bébés ? (Skipped Parts) : Sam Callahan
- 2003 : Arizona Summer (en) : Scott
- 2005 : Mortuary de Tobe Hooper  : Cal
- 2008 : The Day the Earth Stopped : homme
- 2009 : American Pie Présente : Les Sex Commandements : Rob
- 2012 : Karaoke Man : Max
- 2012 : Atlas Shrugged: Part II de John Putch : Leonard Small

### Télévision

#### Téléfilms
- 1995 : Tad : Tad Lincoln
- 1996 : The Munsters' Scary Little Christmas : Eddie Munster
- 1998 : Le Héros de la patrouille (Safety Patrol) : Scout Bozell
- 2002 : Opération Walker (Get a Clue) : Jack Downey
- 2003 : Un été avec mon père (The King and Queen of Moonlight Bay) : Tim Spooner
- 2003 : Soirée d'angoisse (Footsteps) : Spencer Weaver
- 2012 : B-17, la forteresse volante : Michael
- 2012 : Arachnoquake : Paul

#### Séries télévisées
- 1998 : Kelly Kelly : Brian Kelly
- 1999 : Providence : Jackie
- 2004 : Charmed (Série TV) : Saison 7 Episode 8 Eddie Mullen
- 2004 : Les Experts (CSI: Las Vegas) : Daniel Halburt
- 2004 : La Vie avant tout (Strong Medicine) : Steve Kelley
- 2005 : Cold Case : Affaires classées : Saison 2 Episode 11 Matthew Addams
- 2006 : Newport Beach (The O.C.) : Robert
- 2006 : Justice : Colin Clark
- 2006 : Les Experts : Miami (CSI: Miami) : Evan Dunlar
- 2010 : Saving Grace : Nick, le petit ami de Sarah
- 2010 - 2012 : Nikita : Robbie
- 2011 : Memphis Beat : Matt Harris
- 2011 : Les Experts : Manhattan (CSI: NY) : Mike Black
- 2011 : 90210 Beverly Hills : Nouvelle Génération : Darius
- 2011 : Esprits criminels (Criminal Minds) : Ben Foster

### Récompense
- prix Gémeaux 2008